# Muhammad Ier (Seldjoukide)
Pour les articles homonymes, voir Muhammad Ier.
Abû Chujâ` Ghiyât ad-Duniyâ wa ad-Dîn Muhammad ben Malik Shâh ou Mohammed Ier, sultan saljûqide (1105-1118), fils de Malik Shah Ier il succède à son frère Barkyaruq.

## Biographie
Il prend le pouvoir à Bagdad à la mort de son frère Barkyaruq alors que le successeur désigné par Barkyaruq était son fils Malik Shah II qui ne règne pratiquement pas. Après des années de guerre fratricide, il devient le seul maître de l'Irak, de la Syrie et de la Perse occidentale et restaure temporairement l'autorité.
Il proclame le jihad contre les croisés en 1111. Au printemps 1115, il marche vers la Syrie centrale à la tête d’une puissante armée. Devant la coalition des princes Francs (Antioche, Jérusalem, Tripoli) et musulmans (Alep, Damas) de Syrie, l’armée Saljûqide se retire au bout de quelques mois.
Sa mort en 1118 divise à nouveau les saljûqides. Son successeur au Khorasan et en Transoxiane est son frère cadet Mu'izz ad-Dîn Ahmad Sanjar. Son successeur en Irak et dans le Fars est son fils Mahmud II qui se heurte à la révolte du calife abbasside Al-Mustarchid.